# Obertiefenbach (Beselich)
Obertiefenbach is een plaats in de Duitse gemeente Beselich, deelstaat Hessen, en telt 2441 inwoners (2005).

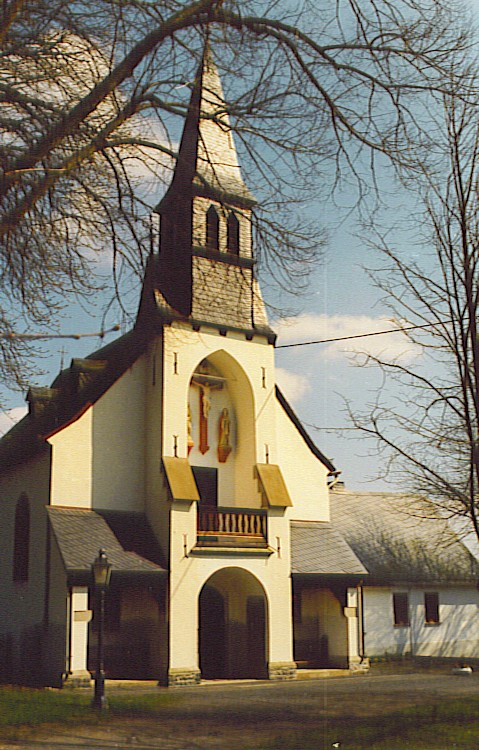
Kapel